# O Olho Mais Azul

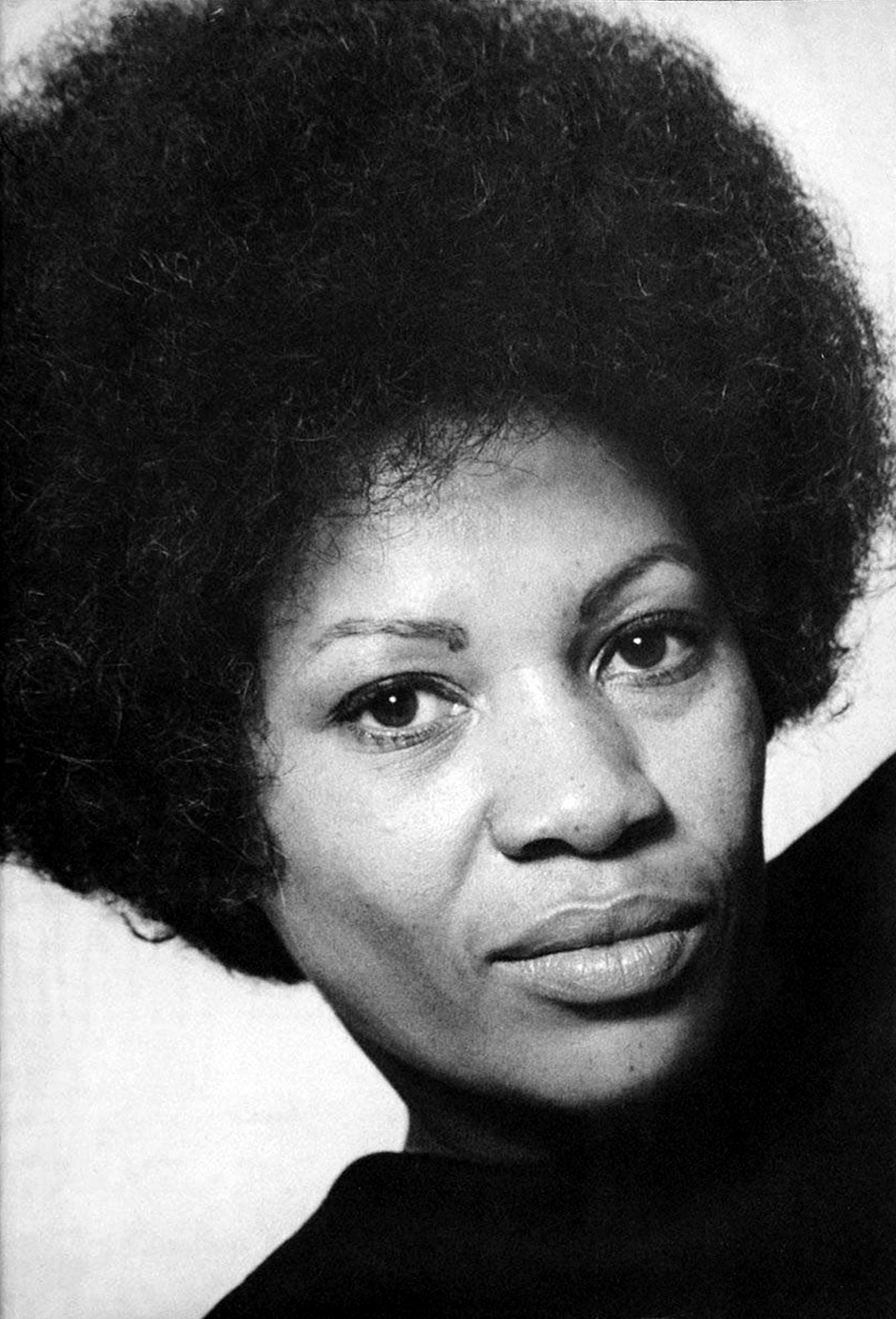
Toni Morrison em 1970, ano de lançamento de seu romance "O Olho Mais Azul"

O Olho Mais Azul é um romance escrito por Toni Morrison, publicado em 1970. 
Foi o primeiro romance da autora que surgiu como um conto, produzido em uma oficina de escrita, posteriormente reescrito e reelaborado até se tornar o romance de estreia de Toni Morrison. A publicação ganhou o Prêmio Nobel de Literatura em 1993, sendo a primeira mulher negra agraciada com o prêmio.
O Olho Mais Azul apresenta a história de Pecola Breedlove uma menina negra, que sonha ter olhos azuis numa época em que o modelo de beleza é o da atriz mirim branca Shirley Temple. O romance enfatiza o esforço de Pacola para ser aceita socialmente, uma vez que muitas pessoas rejeitam a menina por sua aparência e tom de pele. 
Segundo o ex-presidente Barack Obama "É sempre preciso ler e reler os livros de Toni Morrison. Todos eles são transcendentais. Você vai me agradecer depois da leitura." 